# 차제훈
차제훈(2006년 5월 3일 ~ )은 대한민국의 축구 선수로 현재 일본 J1리그의 마치다 젤비아에서 수비형 미드필더로 활동 중이며 포항 스틸러스 유스팀 출신이다.